# Els Ots
Els Ots és una masia situada al municipi d'Olius, a la comarca catalana del Solsonès. També se l'anomena els Horts.